# Bälaryds församling
Bälaryds församling var en församling i Linköpings stift inom Svenska kyrkan, Aneby kommun. Församlingen uppgick 1 januari 2006 i Aneby församling.
Församlingskyrka var Bälaryds kyrka.

## Administrativ historik
Församlingen har medeltida ursprung
Församlingen var till 1962 annexförsamling i pastoratet Lommaryd och Bälaryd. Från 1962 var den annexförsamling i pastoratet Bredestad,  Askeryd,  Marbäck, Bälaryd och Frinnaryd som sedan 1998 utökades med Lommaryds, Vireda och Haurida församlingar. 1 januari 2006 uppgick församlingen i Aneby församling.
Församlingskod var 060401.

## Klockare och organister
| Ämbetstid | Namn                  | Levnadstid | Övrigt                |
| --------- | --------------------- | ---------- | --------------------- |
| 1803–1817 | Petter Grönvall       | 1765–1817  | Klockare              |
| 1818–1840 | Anders Lindqvist      | 1785–1871  | Klockare              |
| 1840–1847 | Carl Gustaf Holmqvist | 1815–      | Organist och klockare |
| 1850–1897 | Klaes Johan Wahlgren  | 1825–      | Organist och klockare |